# Monster (canção de Lady Gaga)
"Monster" é uma canção gravada pela cantora e compositora norte-americana Lady Gaga, contida no seu terceiro extended play, The Fame Monster (2009). Inspirada pelo "Medo do Monstro Compromisso", a música foi composta pela artista, RedOne e pelo músico Space Cowboy, com a produção e os arranjos sob o cargo de RedOne. Gaga explicou que "Monster" descreve o seu medo do sexo e relacionamentos, e descreveu as suas letras como estando apaixonada pelo rapaz malandro por todo o tempo, mas em vez de fugir, um continua a voltar para a mesma pessoa. Ela acrescentou que o medo em "Monster" surgiu da sua necessidade de ter um relacionamento estável. Incorporando o uso de linhas do baixo pesadas, descendendo notas de teclado e refrães massivos, a faixa contém metáforas a mortos-vivos e uma referência ao single de estreia da artista, "Just Dance" (2008).
Os críticos de música contemporânea apreciaram o arranjo musical da canção e consideraram-na como a melhor faixa de The Fame Monster. Contudo, outros críticos não gostaram das suas letras. "Monster" teve um sucesso comercial breve em 2010, entrando em quatro tabelas musicais, bem como na Hot Dance Club Songs e na Latin Pop Airplay. Gaga interpretou a obra por mais vezes na digressão The Monster Ball Tour (2009-11). As apresentações na digressão incluem a representação de um homicídio e foram criticadas no Manchester no Reino Unido. Ela também interpretou a canção no The Oprah Winfrey Show.

## Fundo Musical e Composição
Em uma entrevista para a MTV News, Lady Gaga disse que “Monster” “ é o medo do apego e do medo de amar algo que é ruim para você… Eu fico caindo no amor como um monstro”. ".
Monster foi escrita por Lady Gaga, RedOne e Space Cowboy. According to the sheet music published at Musicnotes.com by Sony/ATV Music Publishing em uma chave de C maior. Com o vocal de Gaga alcançando desde a nota mais baixa E3 a mais alta B4 >. Foi gravado no Record Plant Studio em Los Angeles em 2009.. It contains stuttering synthesizers and 1980s drums that create a playful environment. Contem muitos sintetizadores e tambores dos anos 80. It uses heavy bass lines, Usa linhas pesadas de baixo, descendentes linhas de teclado e um “massivo” coro e um sonoridade que lembra Timbaland. GaGa canta sobre “ser quente como o inferno”.
Monster contém referências a Just Dance, primeiro single de GaGa., no verso "I want to ‘Just Dance’/ But he took me home instead".

## Críticas
A música recebeu críticas variadas. Michael Hubbard do musicOMH chamou “Monster” de “um single potencial”, priorizando a composição musical, mas criticando a letra. Evan Sawdey from PopMatters also criticized the metaphors contained in the lyrics of the song, but ultimately called it "one surprisingly effective pop cocktail". Evan Sawdey do PopMatters também criticou a metáfora contida na letra da música, mas chamou a música de “um cocktail pop surpreendentemente eficaz”. Ben Patashnik do NME disse que a música era “um pouco descartável de mais”. Caryn Ganz da Rolling Stone comparou “Monster” com o trabalho de Stacey Q, e chamou de “um retrocesso açucarado”. Scott Plagenhoef of Pitchfork saw similarities between Gaga's voice on "Monster", and that of Kylie Minogue. Scott Plagenhoef do Pitchfork observou similaridades entre voz de Gaga em “Monster”, e Kylie Minogue.
No Reino Unido “Monster” debutou na UK Singles Charts em #68, na semana de 12 de Dezembro de 2009. On August 16, 2010, "Monster" debuted at number thirty on the New Zealand Singles Chart  Em 16 de Agosto de 2010, “Monster estreou em #39 no New Zealand Singles Chart devido ao numero de downloads digitais e rádios, e mais tarde chegou ao numero #29. and later peaked at number twenty-nine. Na Hungria, a canção estreou na Mahasz Single Top 10 na sexta posição na semana de 23 de Novembro de 2009, mas caiu na outra semana. “Monster” vendeu 27,000 downloads digitais nos EUA, segundo Nielsen Soundscan. "Monster" has sold 207,000 digital downloads in the US, according to Nielsen Soundscan.

## Performances ao Vivo
Em 15 de Janeiro de 2010, Gaga performou “Monster” como parte de um medley de três músicas no Oprah Winfrey Show. Ela também performou a música na The Monster Ball Tour.

## Desempenho nas tabelas musicais

### Posições
| Tabela musical (2010)                     | Melhor posição |
| ----------------------------------------- | -------------- |
| Hungria - Hungarian Singles Chart         | 6              |
| Nova Zelândia - New Zealand Singles Chart | 29             |
| Reino Unido - UK Singles Chart            | 68             |
| Estados Unidos - Hot Dance Club Songs     | 29             |
| Estados Unidos - Latin Pop Airplay        | 22             |

1. ↑  Vena, Jocelyn (24 de novembro de 2009). «Lady Gaga Sings About Loving 'Something Bad For You' On 'Monster'». MTV News. MTV. Consultado em 17 de setembro de 2010
2. 1 2  Créditos do álbum {{{título}}}.
3. 1 2  «Lady Gaga - "Monster" Sheet Music». Musicnotes.com. Sony/ATV Music Publishing
4. 1 2 3 4  Sawdey, Evan (23 de novembro de 2009). «Lady Gaga: The Fame Monster <Reviews». PopMatters. Consultado em 23 de novembro de 2009
5. 1 2  Probst, Sarah (23 de novembro de 2009). «Gaga tears apart 'Fame Monster'». The Badger Herald. Consultado em 18 de setembro de 2010
6. 1 2  Hubbard, Michael (23 de novembro de 2009). «Lady Gaga: The Fame Monster, track-by-track». MusicOMH. Consultado em 30 de abril de 2010. Arquivado do original em 24 de novembro de 2009
7. ↑  Levine, Nick (23 de novembro de 2009). «Lady GaGa: 'The Fame Monster'». Digital Spy. Consultado em 18 de setembro de 2010
8. ↑  Patashnik, Ben (3 de dezembro de 2009). «Album review: Lady Gaga – 'The Fame Monster' (Polydor)». NME. IPC Media. Consultado em 30 de abril de 2010
9. ↑  «Lady Gaga». Rolling Stone. Jann Wenner. 14 de abril de 2010. Consultado em 17 de setembro de 2010
10. ↑  Plagenhoef, Scott (13 de janeiro de 2010). «Lady Gaga: The Fame Monster». Pitchfork. Consultado em 17 de setembro de 2010
11. 1 2  «Chart Stats - Lady Gaga - Monster» (em inglês). The Official Charts Company. Consultado em 30 de Agosto de 2010
12. ↑  «RadioScope100». RadioScope. 15 de agosto de 2010. Consultado em 17 de setembro de 2010[ligação inativa]
13. 1 2  «Chart RIANZ» (em inglês). Recording Industry Association of New. Consultado em 30 de Agosto de 2010
14. 1 2  «Hungarian Singles Chart» (em húngaro). Mahasz. 16 de agosto de 2010. Consultado em 30 de Agosto de 2010
15. ↑  «Lady Gaga Pledges Haiti Earthquake-Relief Donation On 'Oprah'». MTV. 15 de janeiro de 2010. Consultado em 17 de setembro de 2010
16. ↑  Stevenson, Jane (29 de novembro de 2009). «Lady Gaga puts on a Monster show». Toronto Sun. Sun Media Corporation. Consultado em 30 de novembro de 2009
17. ↑  Savage, Mark (19 de fevereiro de 2009). «Lady Gaga: The Monster Ball meets Manchester». BBC. BBC Online. Consultado em 19 de fevereiro de 2009
18. ↑  «Billboard – Lady Gaga – Hot Dance Club Songs». Billboard. Prometheus Global Media. Consultado em 5 de novembro de 2010
19. ↑  «Billboard – Lady Gaga – Latin Pop Airplay». Billboard. Prometheus Global Media. Consultado em 5 de novembro de 2010